# Вихори Гертлера

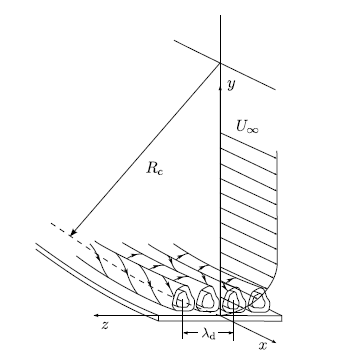
Вихори Гертлера в приграничному шарі

Ви́хори Ге́ртлера (англ. Görtler vortices) — це вторинна течія, що виникає в приграничному шарі потоку рідини поблизу увігнутої поверхні. Якщо товщина приграничного шару набагато менша від радіуса кривини поверхні, тиск усередині приграничного шару залишається постійним уздовж нормалі до поверхні. З іншого боку, якщо товщина приграничного шару є порівнянною за порядком величини радіуса кривини поверхні, то відцентрова сила створює різницю тисків у приграничному шарі. Це призводить до відцентрової нестійкості (нестійкості Гертлера) приграничного шару з подальшим формуванням вихорів Гертлера.

## Число Гертлера
На основі теоретичного аналізу Гертлер показав, що нестійкiсть має місце у приграничному шарі над увігнутою стінкою, коли параметр, який у подальшому був названий числом Гертлера, досягає певного критичного значення. 
Число Гертлера ({\displaystyle \mathrm {G} }) — це характеристичне число та критерій подібності у гідродинаміці, що дорівнює відношенню відцентрових сил до сил в'язкості всередині приграничного шару. Воно визначається як
{\displaystyle G={\frac {U_{e}\theta }{\nu }}\left({\frac {\theta }{R_{c}}}\right)^{1/2},}
де
{\displaystyle U_{e}} = зовнішня (за межами приграничного шару) швидкість;
{\displaystyle \theta } = товщина втрати імпульсу;
{\displaystyle \nu } = кінематична в'язкість;
{\displaystyle R_{c}} = радіус кривини поверхні.
Нестійкість Гертлера виникає коли {\displaystyle \mathrm {G} } перевищує 0,3.

## Схожі явища
Подібне явище виникає внаслідок тієї самої відцентрової дії, іноді має місце в обертових потоках, які не слідують за вигнутою стінкою, наприклад, реберні вихори, що спостерігаються в слідах циліндрів і створюються позаду рухомих елементів.